# Lebedín (Sumy)
Lebedín (en ucraniano: Лебедин; en ruso: Лебедин) es una ciudad ucraniana perteneciente al óblast de Sumy. Situada en el norte del país, es parte del raión de Sumy y centro del municipio (hromada) homónimo.

## Geografía
Lebedín se encuentra a orillas del río Vilshanka, un afluente del río Psel, 43 km al suroeste de Sumy.

## Historia
Lebedín fue construido en 1653 como un pequeño ostrog del Zarato de Rusia. Se dice que Lebedín recibió su nombre del cercano lago Lebedín.En 1708, el asentamiento fue escenario de ejecuciones de cosacos en Lebedín, donde los partidarios de Iván Mazepa fueron ejecutados en masa por orden de Pedro I de Rusia.
Desde abril de 1780, Lebedín fue el centro administrativo del uyezd homónimo en la gobernación de Járkov del Imperio ruso.
Tras la creación del raión de Lebedín el 7 de marzo de 1923, siguió siendo la capital de la nueva administración regional.Durante el Holodomor 1932-1933, al menos 504 residentes de la ciudad murieron.
Durante la Segunda Guerra Mundial, Lebedín estuvo bajo ocupación alemana del 11 de octubre de 1941 al 21 de febrero de 1943, y del 10 de marzo al 19 de agosto de 1943.En 1933 recibió el estatus de ciudad y en 1994 se construyó una refinería en la ciudad.
Hasta el 18 de julio de 2020, Lebedín fue centro del raión de Lebedín. El raión se abolió en julio de 2020 como parte de la reforma administrativa de Ucrania, que redujo el número de raiones del óblast de Sumy a cuatro. El área del raión de Lebedín se fusionó con el raión de Sumy.
Tras la invasión rusa de Ucrania, el 27 de febrero de 2022 estallaron una serie de enfrentamientos en las cercanías de Lebedín. El 5 de marzo de 2022, las fuerzas rusas lanzaron un ataque aéreo contra la infraestructura de Lebedín, afectando varias viviendas particulares de civiles y automóviles, así como gasolineras. Para el 4 de abril, las tropas rusas se habían retirado del óblast de Sumy, recuperando las comunicaciones el 13 de dicho mes.

## Demografía
La evolución de la población de Lebedín entre 1897 y 2022 fue la siguiente:
| 14 301                                                        | 17 755 | 19 297 | 20 550 | 24 741 | 29 240 | 29 580 | 32 355 | 28 948 | 26 137 | 23 892 |
| (Fuente: Cities & Towns of Ukraine y UKRAINE: Größere Städte) |        |        |        |        |        |        |        |        |        |        |

Según el censo de 2001, el 92,88% de la población son ucranianos y el 6,27% son rusos. En cuanto al idioma, la lengua materna de la mayoría de los habitantes, el 93,30%, es el ucraniano; del 6,46% es el ruso.

## Infraestructura

### Arquitectura, monumentos y lugares de interés
La ciudad cuenta con numerosos monumentos arquitectónicos, entre ellos el consejo comercial (1868) y la iglesia de la Ascensión (1769). El museo de arte de Lebedín es un destacado centro de espiritualidad y cultura, situado en los orígenes del renacimiento de la cultura espiritual. También hay museos de historia local y regional. 

### Transporte
Las carreteras T-1906, T-1909 y T-1913 pasan por la ciudad.  

## Personas importantes
- Fedir Krichevski (1879-1947): pintor ucraniano del primer modernismo.
- Boris Gmyrya (1903-1969): bajista soviético y ucraniano de ópera y canción artística que fue galardonado Artista del Pueblo de la URSS.

## Galería

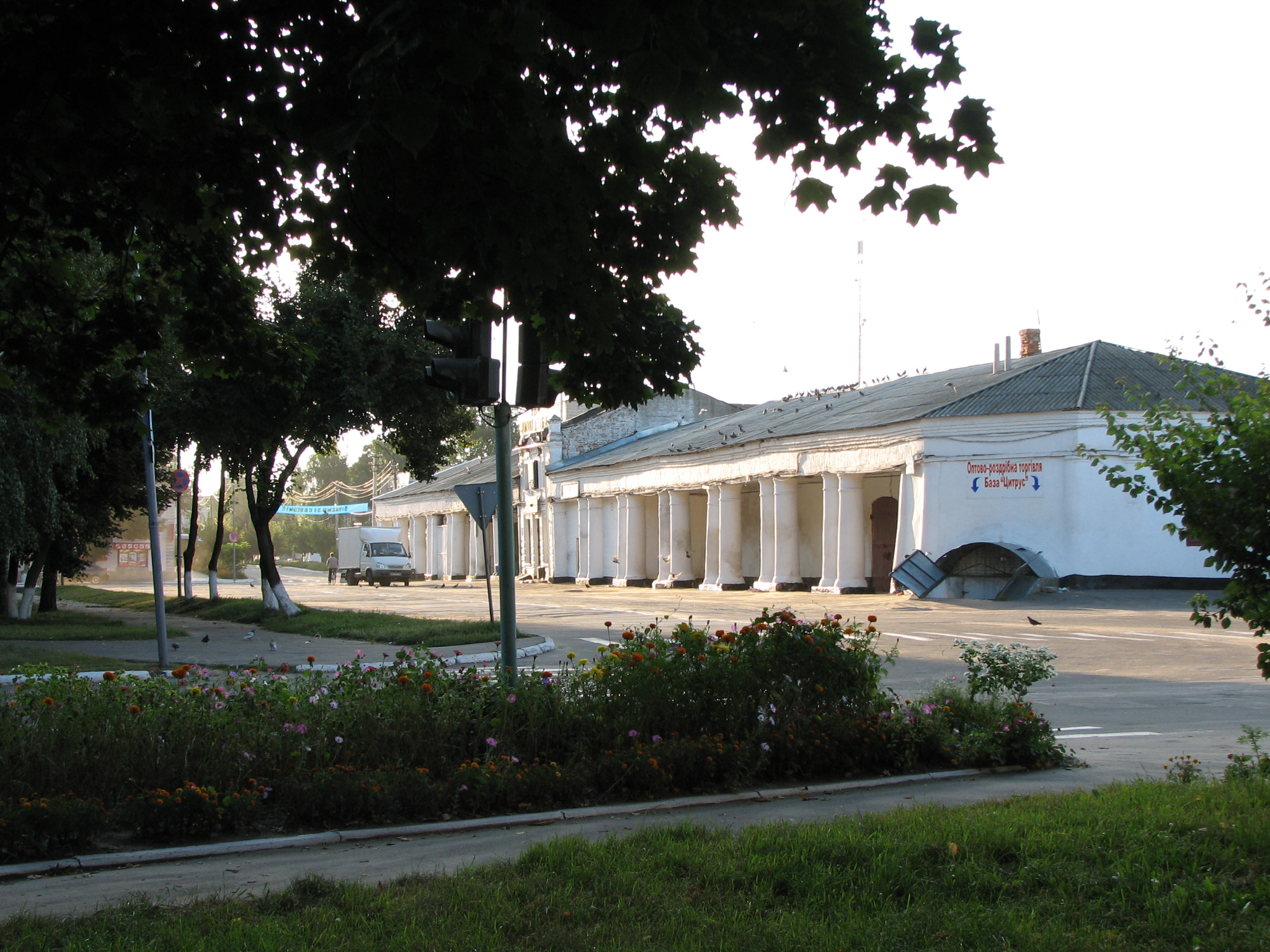
Mercado de Lebedín
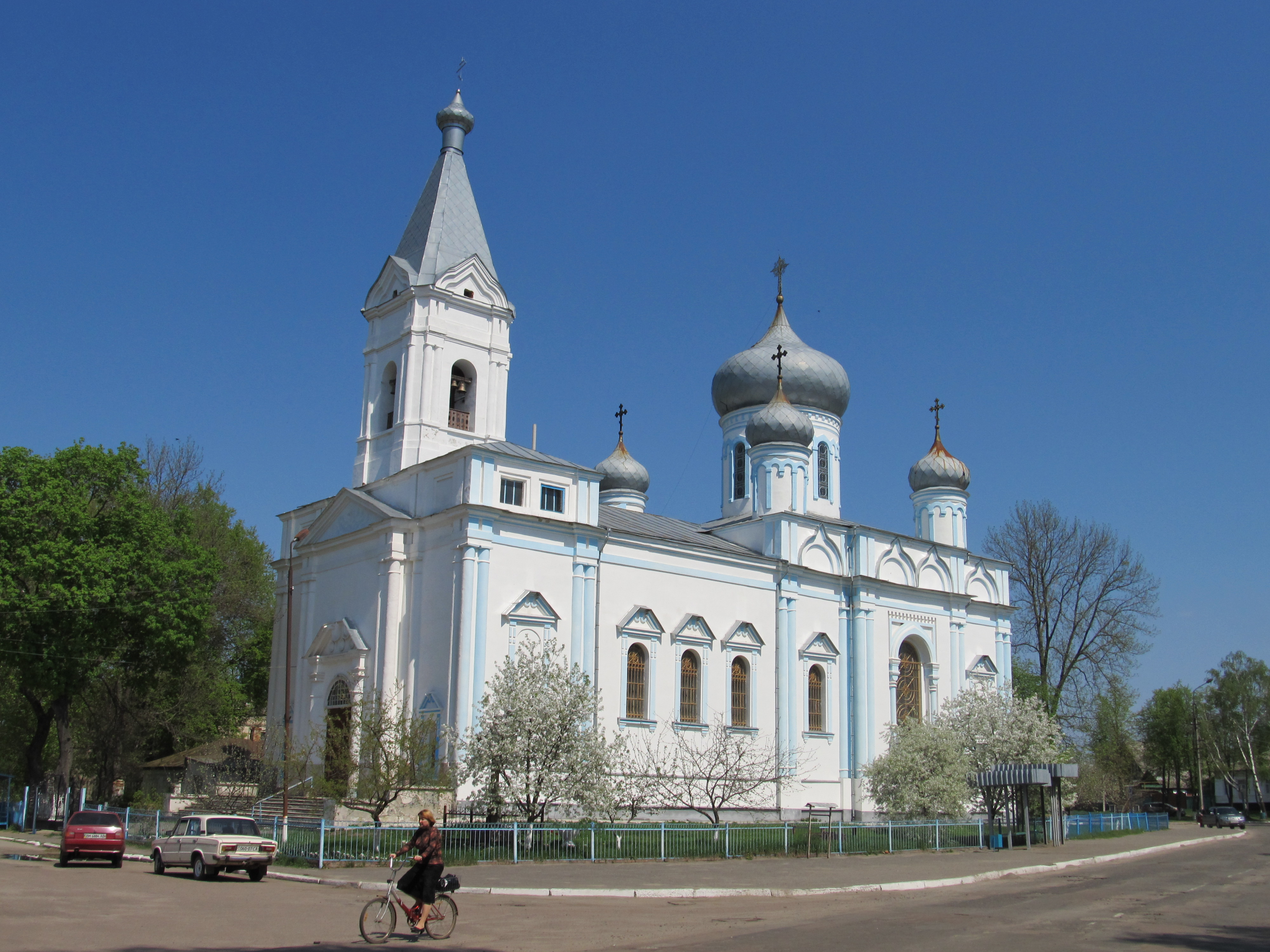
Iglesia de la Ascensión
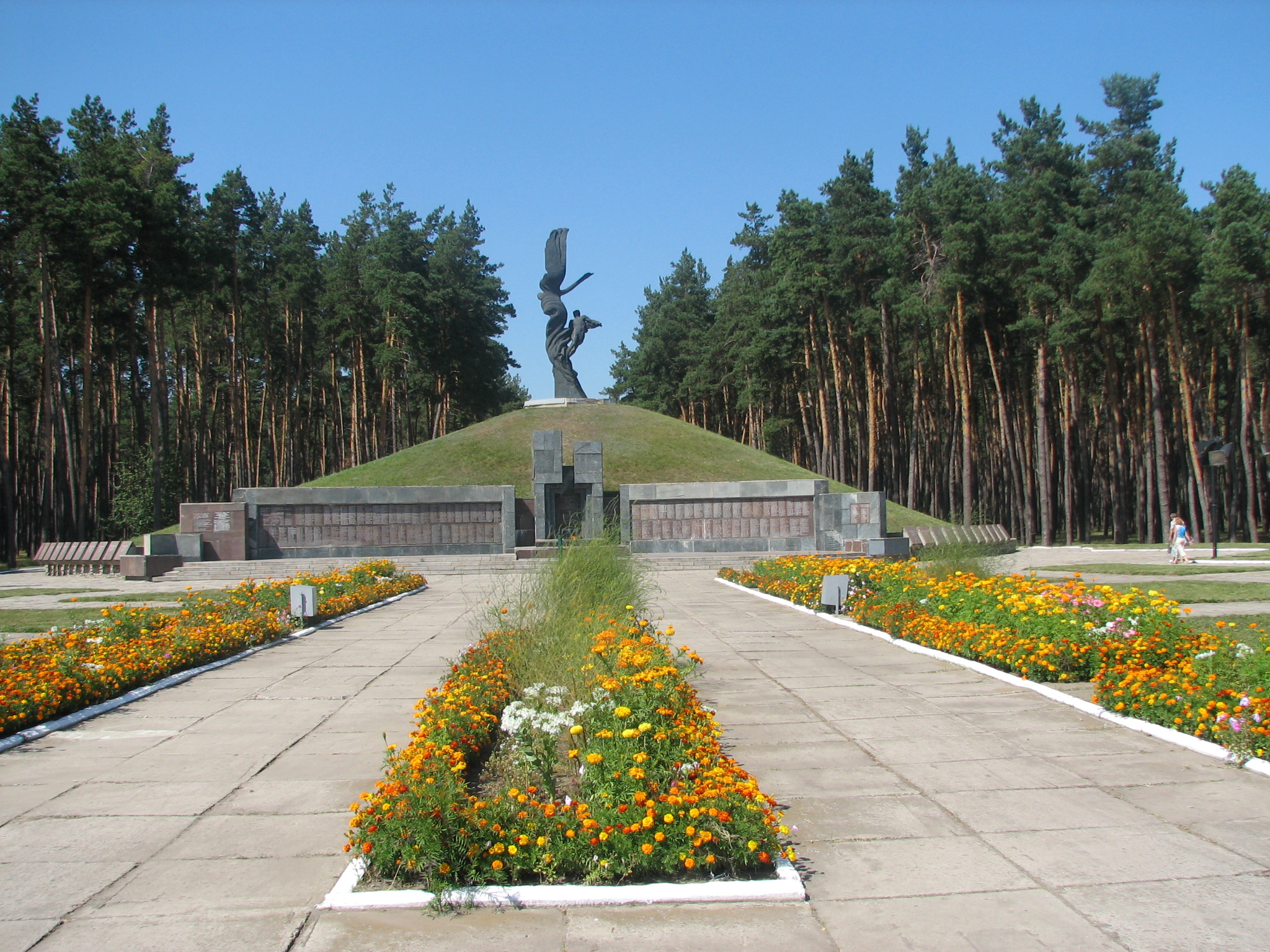
Memorial de la Segunda Guerra Mundial
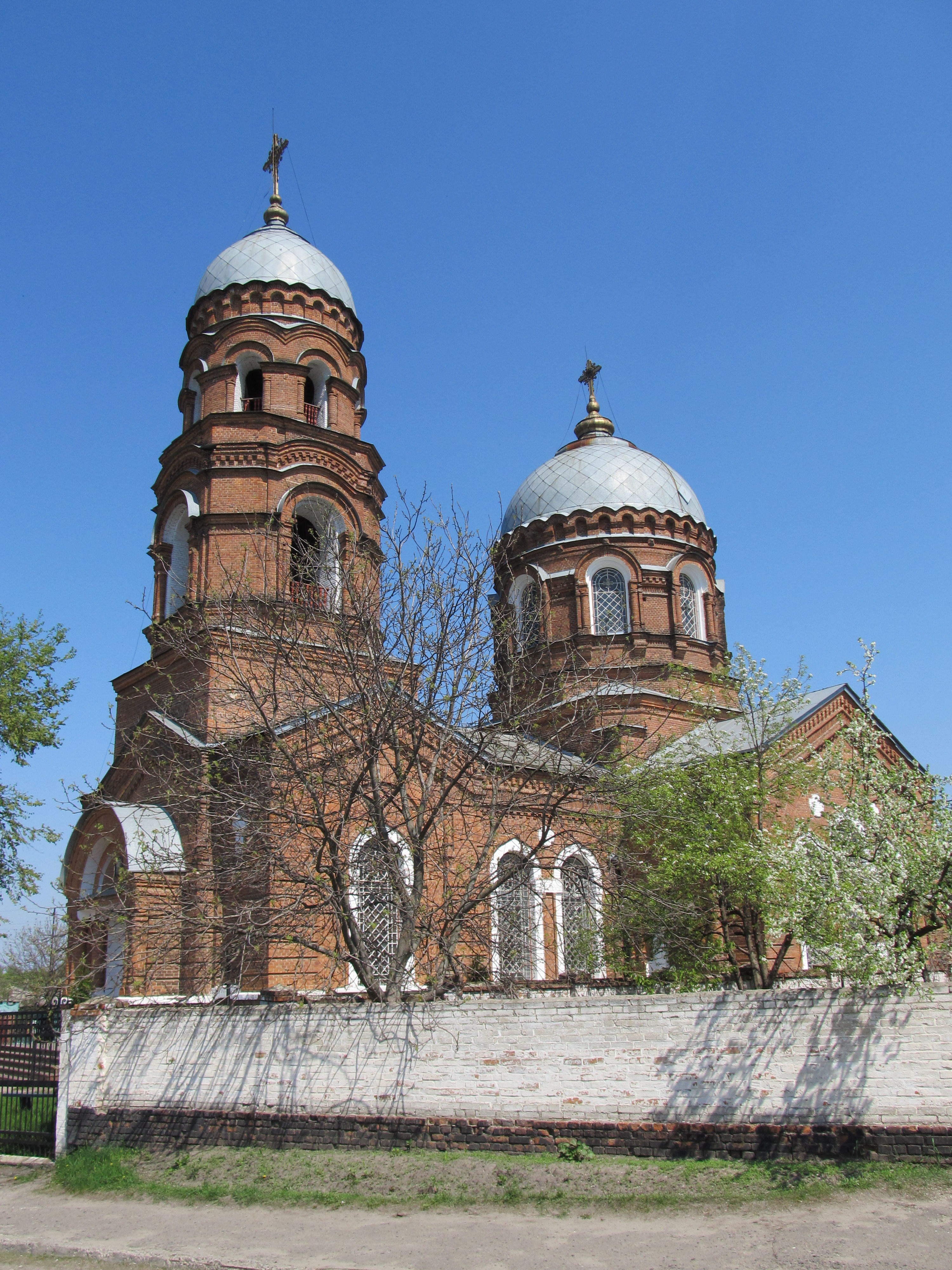
Iglesia de San Nicolás